# ニコニ・コモンズ
ニコニ　コモンズとは、2008年8月15日に開始されたニコニコ動画関連のサービスの一つである。

## 概要
当初はクリエーターが動画素材を投稿し、その素材の利用ルールを宣言する場として運営されていた。
2011年12月13日にリニューアルし、現在では当初からあった機能を「素材ライブラリー」としたほか、「コンテンツ・ツリー」「クリエーター奨励プログラム」が追加されている。
素材ライブラリー
動画素材の投稿やダウンロードができる。
コンテンツ・ツリー
ニコニコ動画、ニコニコ静画、ニコニコモンズ内に投稿された作品について、他の作品との参照関係を確認できる。
クリエーター奨励プログラム
作品の人気度等に応じて奨励金を受け取れる。